# Xã Antelope, Quận Harlan, Nebraska
Xã Antelope (tiếng Anh: Antelope Township) là một xã thuộc quận Harlan, tiểu bang Nebraska, Hoa Kỳ. Năm 2010, dân số của xã này là 112 người.